# P3 Session
P3 Session (tidigare namn Musikguiden i P3 Session, Musikjournalen Live och P3 Live Session) är Sveriges Radios egenproducerade livemusikprogram. Det har sänts i Sveriges Radio P3 i olika former sedan 2006. Artister som uppträtt i P3 Session är bland andra Tove Lo, Veronica Maggio,  Hurula, Skott, Zara Larsson och Newkid.

## Historia
Fram till 2018 spelades programmet in inför publik och varvade livemusik med intervjuer, lyssnarfrågor, artisternas tidiga demoinspelningar och tävlingar. På programmets hemsida kunde man vinna biljetter till inspelningarna.
Musikjournalen Live startade den 15 februari 2006 och bytte i februari 2007 namn till P3 Live Session. Samma år vann programmet Svenska arrangörsföreningens pris för Årets musikmedia på Manifestgalan 2007. Producenter sedan starten var Liv Ungermark i Stockholm och Karin Forsmark i Göteborg. Tidigare programledare inkluderar Annika Norlin, Mattias Lindeblad, Markus Görsh, Rickard Nerbe, Matilda Sjöström, Juan Havana, Jonna Lee,  Markus Krunegård, Ludwig Bell och Tina Mehrafzoon.
2008 belönades P3 Live Session som årets musikprogram på Radiogalan. Motiveringen löd: "Med i högsta grad levande musik tas publiken med storm. Djuplodande artistporträtt och lekfulla intervjuer bildar en naturlig klangbotten till programmets höga ambitioner".